# Oxydactyla alpestris
Espèce
Statut de conservation UICN

 LC  : Préoccupation mineure
Oxydactyla alpestris est une espèce d'amphibiens de la famille des Microhylidae.

## Répartition
Cette espèce est endémique de la région des Hautes-Terres en Papouasie-Nouvelle-Guinée. Elle se rencontre entre 1 800 et 2 740 m d'altitude dans les provinces de Simbu, des Hautes-Terres orientales et des Hautes-Terres occidentales,.

## Étymologie
Son nom d'espèce, du latin alpestris, « de haute montagne », lui a été donné en référence à son biotope.

## Publication originale
- Zweifel, 2000 : Partition of the Australopapuan microhylid frog genus Sphenophryne with descriptions of new species. Bulletin of the American Museum of Natural History, vol. 253, p. 1-130 (texte intégral).